# 박철 (배우)
박철(1968년 8월 15일~ )은 대한민국의 배우, 방송인이다.
1987년에 고3학년 20세 연극배우로 첫 데뷔하였고, 1990년 23세 MBC 문화방송 TV 드라마에 첫 출연하였다. 이듬해 1991년, MBC 20기 공채 탤런트로 정식 데뷔했다.

## 학력
- 서울청구초등학교 1982년 졸업
- 장충중학교 1985년 졸업
- 장충고등학교 1988년 졸업
- 서울예술대학교 방송연예과 중퇴

## 작품

### 드라마
| 연도 | 방송사       | 제목                      | 역할   | 비고     |
| ---- | ------------ | ------------------------- | ------ | -------- |
| 1991 | MBC          | 우리들의 천국             | 장원영 |          |
| 1992 | MBC          | 매혹                      | 신기수 |          |
| 1993 | MBC          | 나팔꽃                    |        |          |
| 1994 | SBS          | 영웅일기                  | 손오공 |          |
| 1994 | MBC          | 마지막 승부               | 양호성 |          |
| 1995 | KBS2         | 좋은 남자 좋은 여자       | 이학수 |          |
| 1997 | SBS          | OK목장                    |        |          |
| 1997 | MBC          | 별은 내 가슴에            | 안이반 |          |
| 1997 | KBS2         | 아무도 못말려             |        |          |
| 1997 | MBC          | 영웅반란                  | 나대로 |          |
| 1997 | KBS2         | 완벽한 남자를 만나는 방법 | 창호   |          |
| 1997 | SBS          | 화이트 크리스마스         | 대일   |          |
| 1998 | SBS          | 사랑해 사랑해             | 윤요섭 |          |
| 1998 | SBS          | 승부사                    | 김완주 |          |
| 1998 | KBS2         | 결혼 7년                  |        |          |
| 1998 | KBS2         | 사관과 신사               | 윤동주 |          |
| 1999 | MBC          | 왕초                      | 임형도 |          |
| 1999 | KBS2         | 오! 해피데이              |        |          |
| 2000 | SBS          | 메디컬 센터               | 김영재 |          |
| 2000 | MBC          | 이브의 모든 것            | 김선달 |          |
| 2001 | MBC          | 네 자매 이야기            | 김기철 |          |
| 2002 | SBS          | 지금은 연애중             | 하정훈 |          |
| 2002 | SBS          | 대박가족                  | 임철   |          |
| 2002 | SBS          | 라이벌                    | 주석철 |          |
| 2002 | SBS          | 별을 쏘다                 | PD작가 |          |
| 2003 | MBC          | 기쁜소식                  | 정재롬 |          |
| 2007 | OCN          | 메디컬 기방 영화관        | 선비   | 특별출연 |
| 2010 | 한국경제TV   | 김과장 & 이대리           | 김한국 |          |
| 2013 | MBC 에브리원 | 무작정 패밀리 시즌3       | 박철   |          |

### 예능
- 1995년 KBS 2TV 《가족오락관》
- 1998년 iTV 《차인표, 박철의 3일간의 사랑》
- 1999년 ~ 2000년 KBS 2TV 《행복채널》
- 2007년 스토리온 《박철쇼 1》
- 2011년 MBC 《찾아라! 맛있는 TV》
- 2012년 채널A 《한양 스캔들》
- 2012년 TV조선 《안아주세요 허그》

### 라디오
- 2002년 SBS 러브FM 《박철의 2시탈출》
- 2003년 iTV iFM 《박철의 2시폭탄》
- 2006년 tbs FM 《박철의 4시탈출》
- 2006년 경기방송 《박철의 굿모닝 코리아》
- 2012년 경기방송 《박철의 라디오카페》
- 2014년 경기방송 《박철쇼》
- 2010년 한국경제TV 《이과장 & 이대리》
- 2011년 ~ 2013년 KBS 해피FM 《박철의 대한민국 유행가》
- 2014년 KBS 해피FM 《0시의 음악여행 박철입니다》
- 2015년 ~ 2018년 KBS 해피FM 《박철의 진지한 라디오》
- 2018년 cpbc FM 《박철의 빵빵한 라디오》
- 2018년 ~ 2022년 TBN 한국교통방송 《박철의 방방곡곡》

### 영화
- 1996년 《피아노 맨》 ... 변재혁 형사 역
- 1997년 《할렐루야》(우정출연)
- 1999년 《러브》 ... 브레드 역
- 2003년 《동해물과 백두산이》 ... 안 형사 역
- 2005년 《미스터 주부 퀴즈왕》 ... 라디오 진행자 역(특별출연)

## 광고 활동
- 1993년 유니레버 썬실크 샴푸
- 1993년 인디에프 메이폴 (with전도연)
- 1997년 현대자동차그룹 기아 세피아2
- 1997년 HK이노엔 컨디션
- 1998년 아모레퍼시픽 댄트롤 닥터 - 이영범, 조민기, 김원희와 함께 출연
- 1999년 SK에너지 엔크린 보너스 카드 - 故 김자옥과 함께 출연
- 1999년 메리츠화재 - 옥소리와 함께 출연
- 1999년 오리온 오! 감자, 오키
- 1999년 고려제약 하벤에프
- 1999년 삼양식품 삼양라면
- 2000년 옥션
- 2000년 아모레퍼시픽 댄트롤 닥터 - 이영범, 조민기, 김원희와 함께 출연
- 2001년 MBC 엠비넷 700-0890
- 2004년 동국제약 복합 마데카솔

## 경력
- 1991년 MBC 드라마 FD
- 1991년 MBC 20기 공채 탤런트
- 2001년 9월 서울가톨릭사회복지회 홍보사절
- 2007년 4월 제4회 경기도 세계도자비엔날레 홍보대사 (배우 이세나와 함께 위촉됨)
- 2007년 7월 경기도 홍보대사
- 2013년 4월 생태교통수원 2013 홍보대사
- 2014년 6월 제2회 무주산골영화제 부집행위원장

## 수상 및 후보
| 연도 | 시상식            | 부문       | 작품 | 결과 |
| ---- | ----------------- | ---------- | ---- | ---- |
| 2000 | 제37회 대종상     | 남우조연상 | 러브 | 후보 |
| 2000 | 제20회 청룡영화상 | 남우조연상 | 러브 | 후보 |

## 같이 보기
- 옥소리